# Adolph Theodor Thomsen-Oldenswort
Adolph Theodor Thomsen, kendt som (Adolph Theodor) Thomsen-Oldenswort (født 14. marts 1814 i Tønning, død 10. oktober 1891 i Kiel) var en slesvigsk politiker. Han var far til admiralen August von Thomsen, der blev adlet.
Han var søn af daværende borgmester i Tønning, senere deputeret i Tyske Kancelli Peter Thomsen (11. februar 1781 – 9. februar 1859) og Christine Benzon (21. juli 1782 – 28. marts 1862). Han lærte landvæsenet i Oldenswort, var fem år skriver og forvalter på Vindeby Gods ved Egernførde, var i den tid ½ år på Veterinærskolen i København og købte 1837 en gård i Oldenswort, som han tog navn efter, og hvor han 1838 valgtes til byforstander, 1841 til rådmand i Ejdersted og 1855 til lensmand. 1854 blev han medlem af stænderne i Flensborg, og her overtog han hurtigt ledelsen af oppositionen mod regeringen. Hans tunghørighed gjorde det vanskeligt for ham at følge debatterne, men han var en slagfærdig taler, der udvekslede mange drøje hug, navnlig med Laurids Skau. 1856 valgtes han af Ejdersted ind i Rigsrådet, hvor han sluttede sig til Carl Scheel-Plessen. 1858 nedlagde han sit rigsrådsmandat, men genvalgtes samme år og optrådte i samlingen 1859 i den grad udæskende, at præsidenten, J.N. Madvig, foreslog hans udelukkelse fra Rigsrådet, men forslaget fik ikke tilstrækkeligt flertal i forsamlingen. Året efter gik han, efter at have holdt en række ophidsende møder i Sydslesvig for at organisere modstanden mod regeringen og den store adressebevægelse, som affødte flere omfangsrige sagsanlæg i Egernførde og Slesvig by, i Flensborg stænder til det tilladeliges yderste grænser, forlangte minister F.H. Wolfhagen tiltalt for forfatningsbrud og rejste på ny sprogsagen. 1862 mødte han ikke i Rigsrådet, men protesterede på ny mod dettes lovlighed, hvilket denne gang havde til følge, at han ved lov blev udelukket fra Rigsrådet.
Fire dage efter Dannevirkes rømning indsatte han sig 10. februar 1864 selv til amtmand over Husum Amt, blev foreløbig stadfæstet i denne stilling af de fremmede civilkommissærer, men fik året efter sin afsked, da Preussen ikke ønskede en tilhænger af augustenborgerne på posten, og flyttede til Kiel. 1867 valgtes han i Husum til medlem af det preussiske deputeretkammer, men da han på grund af tiltagende døvhed ikke kunne deltage i forhandlingerne, nedlagde han 1869 sit mandat. Han døde 10. oktober 1891 i Kiel. Thomsen, der havde uddannet sig ved megen læsning og var godt inde i skattevæsenet, skrev flere småskrifter derom både før og efter 1864.
Han blev gift 9. februar 1838 i Garding med Anna Catharina Tönnies (3. juli 1814 i Garding – 14. april 1876 i Kiel), datter af lensmand Gert Cornils Tönnies (1787-1842) og Catharina Elisabeth Matthiesen (1785-1865).
Der findes et xylografi fra 1865 af Thomsen (i: Adelbert Heinrich von Baudissin, Schleswig-Holstein meerumschlungen).